# Lajes do Pico
Lajes do Pico est une petite ville portugaise, située sur la côte sud de l'île de Pico, dans l'archipel des Açores. 
En 2011, on comptait 4 711 habitants pour cette commune, sur les 14 800 de l'île.

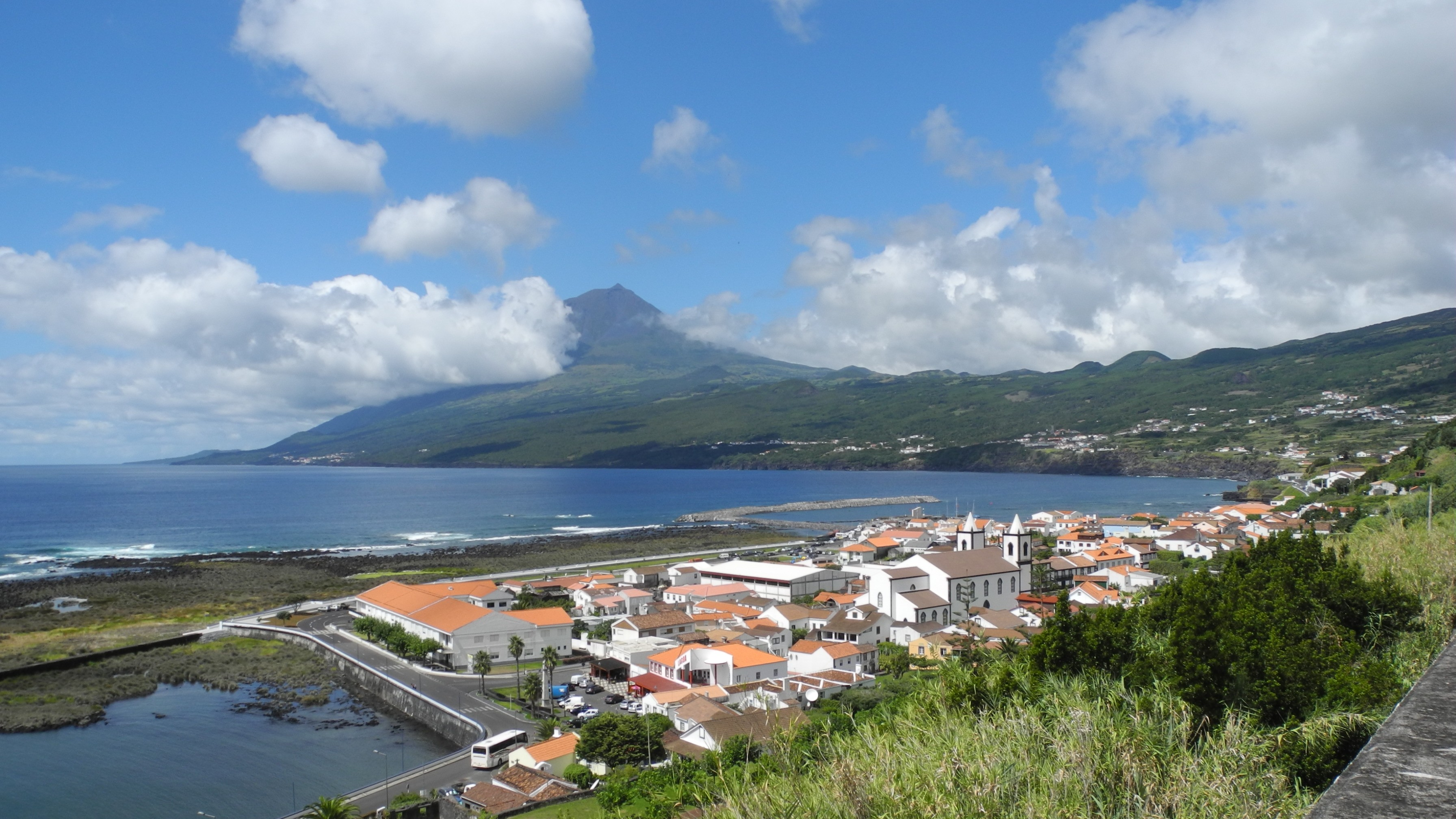
Vue sur la baie de Lajes

## Géographie
La commune  de Lajes do Pico est limitée au nord par celle de São Roque do Pico, à l'ouest par celle de Madalena et au sud par l'océan Atlantique.
Sa superficie est de 154 km², soit un tiers de l'île de Pico.

## Économie
Le port fut une importante base pour la chasse aux cétacés jusqu'en 1984. On peut toujours y voir des vestiges de l'activité industrielle liée à la chasse à la baleine.
La reconversion s'effectue vers le tourisme: plongée sous-marine, observation des cétacés.

## Tourisme
Espaço Talassa invite à aller à la rencontre des baleines et des dauphins lors de sorties en mer.

## Lieux et monuments
- Musée des baleiniers